# سعيد إبراهيمي (مغربي)
سعيد إبراهيمي (مواليد سنة 1956 بالرباط) عُيّن بتاريخ 26 أبريل 2010 مديرا عاما لهيئة مدينة الدار البيضاء المالية (المجلس المالي المغربي سابقًا)، الشركة المسؤولة عن الترويج المؤسسي والتجريبي لمدينة الدار البيضاء المالية.

## مسيرته
التحق بالمدرسة الثانوية العسكرية قبل أن يتوجه إلى الصفوف الإعدادية في نانسي بفرنسا في مدرسة هنري بوانكاريه الثانوية حيث التقى شكيب بن موسى ثم التحق بالمدرسة المركزية باريس. تخرج في عام 1981 وأمضى عامين في مختبر الاقتصاد بالمدرسة كباحث في الاستراتيجية الصناعية.
في عام 1997،  عُيَّن من قبل الملك الحسن الثاني لرئاسة كريدي أجريكول (CNCA).
في 26 أبريل 2010، عينه الملك محمد السادس مديراً عاماً للقطب المالي للدار البيضاء (Casablanca Finance City).
- في 2024، يشير سعيد الإبراهيمي، مدير القطب المالي في المغرب، إلى أن التركيز يتجه نحو استقطاب شركات الأسهم الخاصة في المرحلة الثانية من توسعة القطب المالي، الذي يُعتبر الأول في أفريقيا.[2]

يتمتع القطب المالي، الذي تأسس في مدينة الدار البيضاء عام 2010، بقدرة جاذبة تجاه شركات الأسهم الخاصة من مختلف الدول.
وفقًا للإبراهيمي، يشكل القطب المالي للمغرب موطئ قدم قويًا للشركات المالية ومقرات الشركات الإقليمية، حيث يضم حاليًا حوالي 215 مؤسسة تشغل حوالي 7 آلاف شخص في قطاعات متعددة، مع التركيز على السوق الإفريقية.
تُوفر المملكة من خلال القطب المالي بيئة مواتية للاستثمار، حيث تسهل الإجراءات الإدارية وتمنح حرية تنقل رؤوس الأموال، بالإضافة إلى توفير آليات لحل النزاعات من خلال المركز الدولي للوساطة والتحكيم في الدار البيضاء.
تتميز المملكة أيضًا باتفاقيات شراكة مع 19 دولة إفريقية، تتيح فرص النمو والاستثمار، مع جهود مكثفة لجذب شركات من أوروبا وآسيا، بما في ذلك شركات إسبانية في مجال الطاقة المتجددة وشركات آسيوية، إلى جانب شركات من كوريا الجنوبية وأوروبا وأمريكا الجنوبية.
ويُخطط لتوسيع منطقة القطب المالي في الدار البيضاء في مرحلة تطوير ثانية، حيث ستشمل التوسعة تضاهي 14 هكتارًا وستضيف مساحة عقارية تقدر بحوالي 400 ألف متر مربع، لتكون جاهزة بحلول عام 2026، وذلك بعد استيعاب المرحلة الأولى بشكل كامل.